# American Astronomical Society

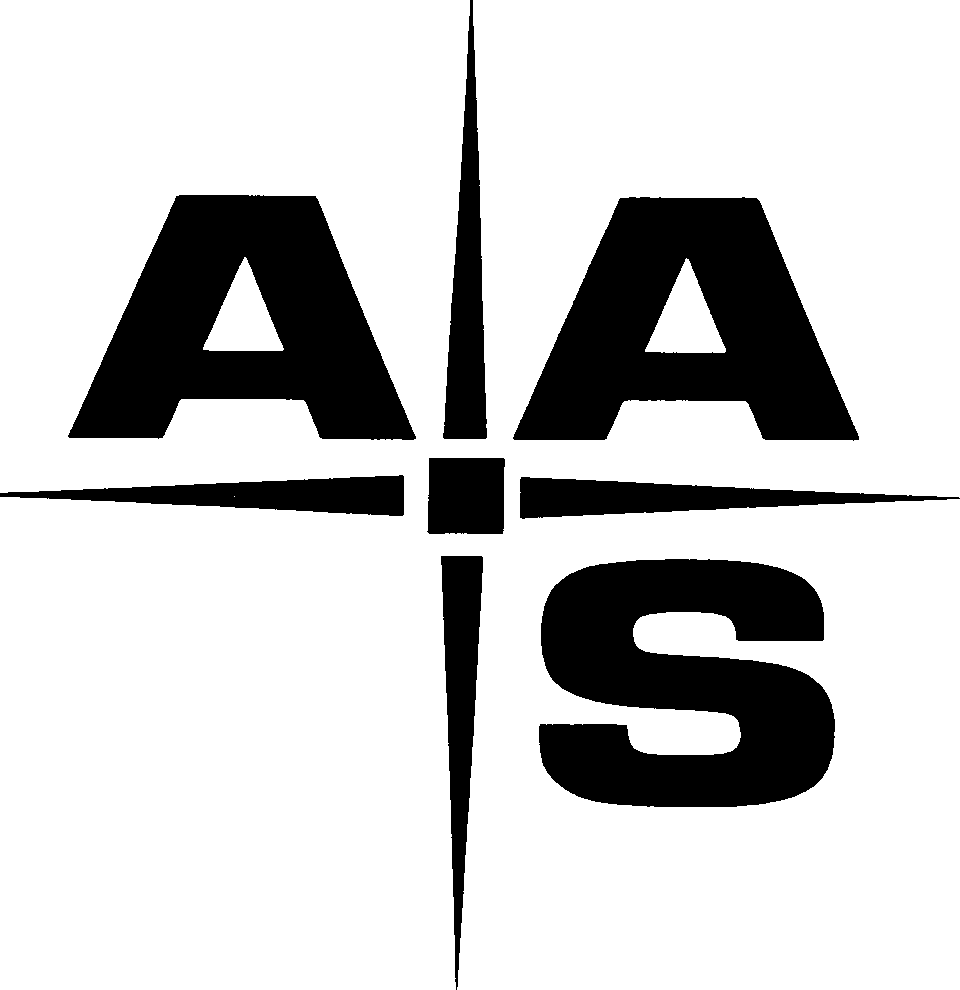
Logo American Astronomical Society

American Astronomical Society (AAS, Amerykańskie Towarzystwo Astronomiczne) – organizacja zrzeszająca zawodowych astronomów, jak również inne osoby zainteresowane jej działalnością. Mieści się w Waszyngtonie (USA). Pierwotnie (przed rokiem 1915) nosiła nazwę Astronomical and Astrophysical Society of America.
Głównym celem Towarzystwa jest promowanie odkryć z zakresu astronomii i powiązanych nauk. Inne cele to edukacja i popularyzacja. Towarzystwo zostało założone w roku 1899 staraniem George'a E. Hale'a. Wspierali go w tym George Comstock, Edward Morley, Simon Newcomb oraz Edward Pickering. Weszli oni (wraz z czterema innymi) do pierwszego Komitetu Wykonawczego Towarzystwa, a Newcomb został jego pierwszym prezesem. Początkowo AAS liczyło 114 członków.
Obecnie (2009) AAS liczy 7700 członków i składa się z pięciu oddziałów promujących zróżnicowane gałęzie astronomii i nauk pokrewnych. Oddziały te są w pewnym stopniu niezależne. Należą do nich:
- Division for Planetary Sciences (DPS, 1968) - wspierający naukę o planetach i Układzie Słonecznym;
- Division on Dynamical Astronomy (DDA, 1969) - wspiera badania nad dynamiką i ewolucją (a także historią) układów gwiezdnych, od Układu Słonecznego po supergromady galaktyk w skali kosmologicznej;
- High Energy Astrophysics Division (HEAD, 1969) - wspiera badania nad zastosowaniem fizyki cząstek elementarnych i ogólnej teorii względności w astronomii;
- Solar Physics Division (SPD, 1969) - wspiera badania nad astrofizyką Słońca i jego oddziaływaniem na cały Układ Słoneczny;
- Historical Astronomy Division (HAD, 1980) - wspiera badania nad historią astronomii i wykorzystaniem historycznych danych w bieżących problemach astronomicznych.

AAS przyznaje również nagrody:
- Henry Norris Russell Lectureship za życiowe osiągnięcia w astronomii;
- Newton Lacy Pierce Prize in Astronomy za osiągnięcia w astronomii obserwacyjnej;
- Helen B. Warner Prize for Astronomy za osiągnięcia w astronomii teoretycznej;
- Beatrice M. Tinsley Prize za innowacje w astronomii;
- Joseph Weber Award for Astronomical Instrumentation za rozwijanie przyrządów astronomicznych;
- Dannie Heineman Prize for Astrophysics (razem z American Institute of Physics) za osiągnięcia w astrofizyce;
- George Van Biesbroeck Prize za szczególną działalność wspomagającą astronomię;
- Annie J. Cannon Award in Astronomy (z American Association of University Women) promującą kobiety w astronomii;
- Chambliss Astronomical Writing Award za literaturę astronomiczną;
- Chambliss Astronomy Achievement Student Award dla wyróżniających się studentów;
- Chambliss Amateur Achievement Award dla wyróżniających się astronomów amatorów;
- AAS Education Prize (poprzednio zwana: Annenberg Foundation Award) - za szczególny wkład w nauczanie astronomii.

Podobne nagrody nadają także poszczególne oddziały AAS:
- Gerard P. Kuiper Prize (DPS) za życiowe osiągnięcia w astronomii planetarnej;
- Harold C. Urey Prize (DPS) za badania w zakresie astronomii planetarnej;
- Harold Masursky Meritorious Service Award (DPS) za działalność w dziedzinie astronomii planetarnej;
- Dirk Brouwer Award (DDA) za życiowe osiągnięcia w zakresie dynamiki astronomicznej;
- Bruno Rossi Prize (HEAD) za wkład do astrofizyki wysokich energii;
- LeRoy E. Doggett Prize (HAD) za prace nad historią astronomii;
- George Ellery Hale Prize (SPD) za życiowe osiągnięcia w astronomii słonecznej;
- Karen Harvey Prize (SPD) za badania w dziedzinie astronomii słonecznej.

AAS przyznaje także granty na badania i wyjazdy naukowe.